# Cybosia mesomellula
Cybosia mesomellula är en fjärilsart som beskrevs av Embrik Strand 1922. Cybosia mesomellula ingår i släktet Cybosia och familjen björnspinnare. Inga underarter finns listade i Catalogue of Life.